# Alexeï Kapler
Pour les articles homonymes, voir Kapler.
Alexeï Iacovlevitch Kapler (russe : Алексей Яковлевич Каплер), parfois orthographié Alexis Kapler, né le 15 septembre 1903 (28 septembre dans le calendrier grégorien) à Kiev et mort le 11 septembre 1979 à Moscou, est un cinéaste et acteur soviétique. Il a également animé de 1966 à 1972 Kinopanorama, émission de télévision soviétique consacrée au cinéma.

## Biographie
Il naît dans une famille d’origine juive, de Yakov Kapler, entrepreneur, et de son épouse Raïssa Krintzberg, il se prénomme Lazare Yakovlevitch Kapler à la naissance. Il est diplômé de l'école secondaire de Kiev. Dans sa jeunesse, il joue au théâtre des Variétés de Kiev. Kapler devient membre en 1921 à Léningrad de la Fabrique de l'acteur excentrique. En 1926, il apparaît dans Le Manteau de Grigori Kozintsev et Leonid Trauberg, réalisé d'après la nouvelle éponyme de Gogol.
Kapler a collaboré à l'écriture des scénarios des films historiques Lénine en octobre sorti en 1937 et Lénine en 1918 sorti en 1939, ce qui lui a valu un prix Staline en 1941. Son scénario initialement appelé Insurrection (Восстание) qui deviendra ensuite Lénine en Octobre remporte le premier prix au concours national des scénarios consacrés à la Révolution d'Octobre en 1937. L'humanisation de la personnalité du chef prolétarien au moyen de combinaison d'interludes humoristiques et du pathos dramatique tout comme l'amplification du rôle de Staline deviendront sa marque de fabrique et lui vaudront la renommée de falsificateur d'histoire pro-stalinien à l'époque de la déstalinisation. Depuis 1939, il enseigne au VGIK. Pendant la Grande Guerre patriotique, il était correspondant de guerre, notamment sur le Front biélorusse et le Front de Stalingrad.
Alexeï Kapler a eu une liaison amoureuse avec Svetlana Allilouïeva, la fille de Staline. La relation est cependant mal acceptée du fait du grand écart d'âge entre les amants, ainsi que de l'opposition de Staline car Kapler est juif. Le cinéaste est arrêté le 3 mars 1943, et est accusé d'avoir des liens avec l'étranger et de faire de l'espionnage pour le compte de l'Angleterre. Il est envoyé durant cinq années à Vorkouta. En 1948, alors qu'il est à Moscou, il est une nouvelle fois arrêté et envoyé au camp de travail d'Inta. Il sera libéré et réhabilité après la mort de Staline, en 1954. En 1969, il recevra même le titre d'artiste émérite de la RSFSR.
Remarié, il a pourtant une nouvelle fois une liaison avec Svetlana Allilouïeva. Il divorce et se remarie ensuite avec la poétesse Ioulia Drounina.
Il connaît un retour de popularité en tant que présentateur de l'émission Kinopanorama sur la télévision d'État consacrée à l'actualité cinématographique. Plusieurs de ses scénarios sont adaptés après sa mort, parmi lesquels le plus remarquable est Le Retour du Cuirassé de Guennadi Poloka en 1996.
L'artiste meurt à Moscou et est enterré selon sa volonté au cimetière de Staryï Krym.

## Filmographie

### acteur
- 1926 : Le Manteau (Шинель) de Grigori Kozintsev et Leonid Trauberg : le personnage "subalterne" / le personnage "important"
- 1926 : La Roue du diable (Чёртово колесо) de Grigori Kozintsev et Leonid Trauberg : épisode[pas clair][réf. nécessaire]

### scénariste
- 1937 : Lénine en octobre (Ленин в октяабре) de Mikhaïl Romm
- 1937 : Les Mineurs (ru) (Шахтёры) de Sergueï Ioutkevitch
- 1939 : Lénine en 1918 (Ленин в 1918 году) de Mikhaïl Romm
- 1942 : Kotovski (Котовский) d'Alexandre Feinzimmer
- 1960 : La Croisière tigrée (Полосатый рейс) de Vladimir Fetine
- 1961 : Le Tarzan des mers (Человек-амфибия) de Guennadi Kazanski et Vladimir Tchebotarev (ru)
- 1976 : L'Oiseau bleu (The Blue Bird) de George Cukor, coécrit avec Alfred Hayes et Hugh Whitemore
- 1996 : Le Retour du Cuirassé (ru) (Возвращение «Броненосца») de Guennadi Poloka